# 金山明彦
金山 明彦（かなやま あきひこ、1951年10月16日 - ）は、ばんえい競馬の調教師である。北海道旭川市生まれ。かつては、ばんえい競馬の騎手でもあり、「ミスターばんえい」と称される。

## 草ばんばを経て中西関松厩舎へ
金山の養父は、ばんえい競馬の競走馬を売買していた。あるとき金山は養父にばん馬見物へ連れられてゆく。その時に金山が目にしたものは中西関松が活躍する姿であった。その姿に憧れを抱き、金山は小学校6年生の時に草ばん馬で騎乗するようになる。父と中西の間に親交があったこともあり、滝川市立開西中学校を卒業後、金山は中西関松厩舎で厩務員になることができた。
中西厩舎における厩務員生活は早朝4時の調教から始まり、全ての仕事を終えて就寝できるのが21時となる厳しい環境下にあったが、金山は「全く苦にはならなかった。好きなことですから」と厩務員生活を振り返る。

## 騎手としての実績
騎手時代の生涯成績は19,712戦3,299勝で、引退当時としては、ばんえい競馬史上における最多勝記録を達成した騎手であった（2012年に藤本匠によって更新される）。重賞の成績に関しては、ばんえい競馬最高峰のレースとして位置付けられている「ばんえい記念」を、騎手としては最多となる6回もの制覇を成し遂げ、重賞の勝利総数では88勝を挙げた。その他の実績として、NARグランプリにおいては優秀騎手賞を8回、および1997年度の特別賞を受賞している。
金山が騎手デビューした時期の若手騎手は山田勇作（現調教師）など数人のみであり、若手騎手がほとんど存在しない時期であった。ばんえい競馬は林業といった産業の現地で馬や人が働きながら競馬もこなす「兼業」であったのに対して、ばんえい競馬の出場のみへ専念する「プロ」へ変わる転換期であった。転換期を迎えたばんえい競馬の世界で、数少ない若手騎手の中で、金山は若手・ベテランの枠を超えた一際大きい存在感を示してゆく。

### 騎乗スタイル
北海学園大学の教授である古林英一は、金山の存在を「ばんえい競馬における産業から競馬へ変わる転換期の体現者である」と定義した。その理由として古林は、金山の騎乗フォームが従来の騎手とは大きく異なる点を挙げる。金山以前の騎手は林業といった産業で働いていた事もあり、馬車の御者のようなイメージで身体のアクションにおいて激しい動作はとらず、細やかな動作による意思伝達をもって馬を御していた。それに対し、金山の発想は従来の騎手とは全く異なり、全身を使った大きなアクションをとって馬を追っていった。ベテラン騎手からは「そりの上で動くと馬に負担がかかる」といった理由をもって苦々しく見られていたが、実際に金山の成績が上昇しはじめると以前は騎乗依頼のなかった調教師や馬主からも依頼が舞い込むようになった。
1974年から7年連続で100勝していた上昇期には、金山の騎乗は勢いにまかせる剛腕タイプの代表格と見られており、
金山自身も若いころは調教時にも馬のクセを叩いて直そうとしていたと語る。しかしキャリアを積み重ねる中で、先輩のやり方を学び馬をなだめたり時には騙したりと柔軟性や多様性をもたせた調教方法へ変化させてゆく。
ある時、いつも先行ばかりでは馬のスタイルには合わないのではないかと考え、31歳くらいの時に「追い込み」型の戦法へ切替えを図った時期もある。これが裏目に出てしまい、年間3ケタに達していた戦績が突如戦績が2桁にとどまる「スランプ」に陥ってしまう。傍目には競馬への積極性が欠けるように見え、仲間内の厩舎関係者からは競馬への姿勢に疑問を持たれ、ファンからは「なぜ馬を行かせない。あいつは八百長している」となじられる有様であった。こうした経験を踏まえ、次の年からは戦法を柔軟に変化させて金山の表現する「一頭一頭、馬に合った騎乗をしよう」というスタイルへ切替え、翌年以降はスランプを脱し以前にも増して一層の勝利を挙げられるようになった。
金山はばんえい馬の騎乗について「馬が疲れ果てたときにどう叱咤（しった）激励し、うなだれるように下がった首をいかに起こして走らせるか。それで決まる」と語る。また、「オーバーワークだと第二障害の前で動かなくなる変な癖がつく。それでは馬が長持ちしない」とも語る。1982年7月15日にNHKの番組「北海道の窓」で金山の特集が組まれた。ばんえい競馬の調教師であった本沢政一が、金山の良さが最も生きる瞬間は「障害登坂である」と表現した。良い馬も悪い馬も第二障害では疲れが出て中々登り切れるものではないというが、金山は馬のバック・前進を巧みに切り返してうまく登ってしまうと表現する。
こうしてキャリアを積み重ねてゆく内に、ばんえい関係者から見た金山評が「馬への当たりの柔らかさ、障害を越える時の手綱さばきのうまさは群を抜いている」と練熟した技量を評価されるようになった。

### 騎手生活の幕引き
1999年1月に調教師試験を受験、12月16日に調教師試験の合格が発表され、30日限りで騎手引退が決まった。調教師へ転進を決めた理由として、調教中に腰を痛めたことが契機となった。体調管理については、特別なトレーニングはしておらず、代わりに毎朝午前2時半から7時まで競馬場で調教するのがトレーニング代わりとなっていた。競馬開催期間は21時に就寝するが、「すぐ騎手と分かるのであまりだらしない真似は出来ないが」と断った上で、休みの時は騎手仲間と飲みに行くときもあったという。怪我や大病などによる長期離脱もなく騎手生活を過ごしてきたが、1998年5月にあばら骨を骨折したことにより初めて騎乗を断念。1999年1月には腰痛も患った。。金山本人は生来の病院嫌いであり、幼少時から通院はもちろん、38歳の時に夫人の強い説得で人間ドックに入ったのが、唯一の入院経験であったという。
1999年12月30日、帯広競馬場の第10レースのウインターカップが最後の騎乗となり、最終レースは5着、現役騎手最年長として騎手生活を終えた。金山は「今までいい馬に乗せてもらい満足。今後は愛される強い馬をつくりたい」「できれば区切りのいい三千三百勝を挙げて終えたかったんですが、こればかりは仕方ありませんね。」と最後の思いをファンの前で語った。金山は「最後の場内の実況中継で、アナウンサーが『三千二百九十九勝の夢をありがとう』って言ってくれて、あのときは本当にグッときました」と振り返る。

### 騎手時代のおもな騎乗馬
- ヤマトオーザ： 金山が1969年に騎手デビュー時の初騎乗馬かつ、初勝利馬である[6][7]。金山が中西厩舎で厩務員となった際に、養父が金山へ買い与えた馬であり、金山自身が調教にあたった[6]。
- カツタロー： 馬体はしっかりとしておりスピードも兼ね備えた素質馬であったが、実戦となると第2障害で転倒するなどあまり戦績が振るわず「マケタロー」なる異名までつく有様であった[6]。金山が丹念に調教を施した結果、素質が開花し金山へ農林水産大臣賞典（現ばんえい記念）の初制覇という成果をもたらした[6]。ハロンズ岩見沢へ「カツタロー像」が展示されてある。
- キンタロー： 通算成績は102戦32勝[22]。収得賞金は116,725,000円[22]。ばんえい競馬史上で初めて獲得賞金が1億円を超えた馬である[23]。金山はキンタローを「ほかの馬とは全然違う」「実にレースを良く知ってた」と評し[23]、その理由として「レースが近くなると自分で体を作る」「騎手より先に自分で息を入れる」といった点を語り、馬自らがレースへ自発的に取り組む姿勢を挙げた[23]。また、キンタローの実力を金山は「百頭、千頭に一頭出るかどうかの馬だった」とも評している[24]。

## 調教師としての実績
厩務員は金山を「ボス」と呼んで慕い、金山は厩務の食事をみずから支度して、食い放題・飲み放題で無料で厩務員たちへ振る舞っている。厩舎の食事には、厩務員となった長男も交えて食卓が囲まれる。長男はかつて騎手を目指していた時期もある。「最初はすごく恥ずかしかった」と金山は語るが、慣れてからは特売チラシを片手に行きつけの店を5〜6件回るまでになった。自ら食事を振る舞うのは、厩務員たちへのもてなしといった目的の他に、食費を抑制する狙いもある。騎手の全盛期は2000万円以上を稼ぎ出していたが、調教師となってからはレース賞金が削られたり預託料の値下げで収入が限られるようになり、石油価格が高騰したこともあって馬運車を売り払って厩舎の運転資金に充てたこともある。騎手時代に71キロあった体重は65キロまで落ちた。
決して楽なことばかりではない調教師としての仕事を支えるのは、かつて金山が手綱を取った「キンタローのような名馬を作る」ことを夢として掲げているからである。また、強い馬を作らなければ、ばんえい競馬にファンはついてこないと金山は考えている。
2012年4月よりばんえい十勝調教師会の会長に就任している。
2016年3月20日、フジダイビクトリーでばんえい記念を勝利し、騎手として6度勝利した同競走を調教師として初制覇。

### おもな管理馬
- サダエリコ： 通算戦績は138戦34勝（うち重賞13勝）[5]。金山は「2歳馬のときから自分で育て上げた」と語る[5]。デビュー年の2002年11月に帯広競馬場で行われた「ホクレン賞」を制覇して、金山に初めての重賞制覇をもたらした[5]。パドックで騎手が乗ると柵へぶつかったり、レースの時に他馬を怖がって闘争心が萎えてしまうなど気性面で神経質な傾向があった[15]。金山も調教の際に腐心したと語り、調教では他の馬と並べる「あわせ馬」を行うという工夫もした[15]。ファンからは「金山厩舎 サダエリコ様」の宛先で宅配便が届けられ、ニンジンやリンゴを詰め合わせた差し入れもあったという[15]。金山はサダエリコについて「これほどの牝馬にはもう巡り合えないだろう」とその強さを称えた[28]。
- コトブキライアン： 2013年にばんえい史上最多となる通算375回目の出走を達成した[29]。厩務員からは「じいじ」の愛称で呼ばれている[29]。

## 活動年表
- 1969年6月14日： 岩見沢競馬場の第5レースにてヤマトオーザに騎乗して騎手デビュー、同レースで勝利して初騎乗レースで初優勝を飾る[6]。
- 1973年9月2日： 第6回「ばんえい記念」をカツタローで制覇、同重賞の初制覇を達成[30]。
- 1980年11月9日： 第13回「ばんえい記念」をダイケツで制覇、同重賞の2勝目を挙げる[30]。
- 1982年6月22日： 岩見沢競馬場の第1レースにて通算1,000勝を達成[7]。騎乗馬はダイリンエース[7]。
- 1986年12月7日： 第19回「ばんえい記念」をキンタローで制覇、同重賞の3勝目を挙げる[30]。
- 1990年8月7日： 岩見沢競馬場の第9レースにて通算2,000勝を達成[31]。その時の勝利馬はオシマローズ[23]。ばんえい競馬史上初めての2,000勝到達となる[31]。
- 1991年12月15日： 第24回「ばんえい記念」をヒカルテンリユウで制覇、同重賞の4勝目を挙げる[30]。
- 1993年12月23日： 第26回「ばんえい記念」をマルゼンバージで制覇、同重賞の5勝目を挙げる[30]。
- 1994年6月10日： 旭川競馬場の第2レースにてヨシノリュウで勝利して通算2,500勝を達成した[32]。ばんえい競馬史上初の2,500勝到達となる[32]。
- 1996年1月28日： 第28回「ばんえい記念」をマルゼンバージで勝利、同馬による2度目の制覇を達成。同重賞累計では6度目の制覇となる[30]。「ばんえい記念」の制覇6回は、ばんえい競馬史上の最多制覇記録である[10][30]。
- 1997年10月3日： 旭川競馬場の第9レースにてトモメジロハヤブサで勝利して通算3,000勝を達成[33]。ばんえい競馬史上で初めての3,000勝到達となる[33]。
- 1999年12月30日： 帯広競馬場の第10レースのウインターカップを最後に騎手を引退した[20]。最後の騎乗馬はヨシミノル、1番人気の5着に終った[34]。騎手生活の生涯成績は19,712戦3,299勝[3]。
- 2000年4月22日： 調教師としての管理馬が初出走。同日管理馬の初勝利が達成される[1]。勝利レース及び管理馬は旭川競馬場第5レースのキタノコオウン[35]。
- 2012年4月2日： ばんえい十勝調教師会の会長に就任[26]。
- 2013年6月13日： 管理馬であるコトブキライアンが、ばんえい史上最多となる通算375回目の出走を達成した[29]。この記録は地方競馬の最多出走記録（1973年から記録開始[29]）をも更新する結果となった[29]。